# Korkut

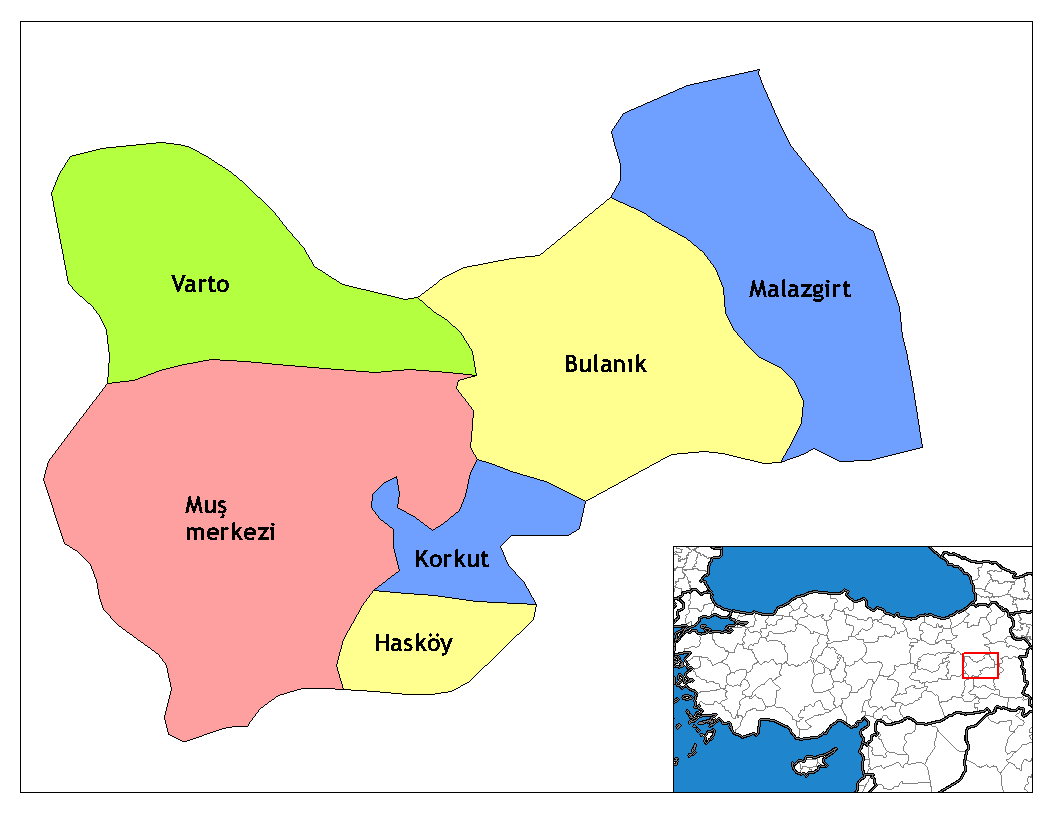
Orașul Korkut în districtul Muș

Korkut (kurdă Têlî, armeană T'il - "deal") este un oraș în provincia estică Muș. Korkut este situat în partea de sud a provinciei Muș și se învecinează cu provincia Bitlis. Orașul are 3.227 de locuitori și districtul 26.856 de locuitori (în anul 2008). Districtul are o suprafata de 575,7 km2 și a fost fondat pe 9 mai 1990.